# 篠原長経
篠原 長経（しのはら ながつね、1613年（慶長18年） - 1678年4月14日（延宝6年2月23日））は、江戸時代前期の加賀藩士。篠原本家の第3代当主で、通称は織部。石高は5000石で人持組に属した。家紋は左三つ巴。菩提寺は桃雲寺で、戒名は大樹院殿一山良株居士。

## 生涯
篠原長次（篠原本家第2代当主、前田利家の実子）の嫡男であり、事実上の利家の孫である。父・長次の遺知のうち5000石を継ぐ。なお、弟に篠原長良（六郎左衛門、通称は大学）がおり、長次の遺知のうち1000石を分けられて分家となった。正室は加賀八家・前田直之の娘（養女）、多福院殿竹岸宗脩大姉で、嫡男は篠原長栄（長賢）、次子は輝豊（刑部）。
1659年（万治2年）に与力支配役、寺社奉行となり、1663年（寛文3年）に旗奉行となる。1678年4月14日（延宝6年2月23日）に死去。桃雲寺で葬儀が執り行われた。墓所は野田山にある。